# Vicarius
Vicarius (latin: ställföreträdare) är ett begrepp med bakgrund i Romerska riket som förekommer i olika titlar. Vicarius var bland annat benämning på ståthållarna i de tolv dieceser som kejsar Konstantin indelade Romerska riket i.
Begreppet har senare använts i många andra sammanhang. Påven kallar sig vicarius Christi, Kristi ställföreträdare, och hans egen ställförträdare i icke-katolska länder som t.ex. Sverige kallas vicarius apostolicus. Ordet är även roten och ursprunget till det engelska ordet vicar (kyrkoherde).

## Vicarius i Romerska riket
Ursprungligen, i det antika Rom, var vicarius en del av titeln för olika ämbetsinnehavare som var ställföreträdare till någon annan överordnad ämbetsinnehavare, motsvarande beteckningen "vice". Vicarius-titeln kompletterades med genitivformen av den överordnades titel, exempelvis vicarius praetoris. Beteckningen förekom även i lägre samhällsskikt. En slav till en slav, eventuellt uthyrd för att samla in pengar till att köpa sin frigivning, betecknades servus vicarius.
På 290-talet genomförde kejsar Diocletianus en rad administrativa reformer, som inledde Dominatets period. Dessa reformer ledde till att antalet romerska provinser ökade, och att en ny administrativ nivå skapades, dieces. Dessa var ursprungligen tolv till antalet och samlade flera provinser som var och en hade sin egen guvernör. En dieces leddes av en vicarius, eller mer fullständigt av en vices agens praefecti praetorio ("vice praetorianprefekt"). Ett undantag var den östliga Dioecesis Orientis, som leddes av en comes. År 370 eller 381 skildes Egypten och Cyrenaica från Dioecesis Orientis och bildade en dieces som leddes av en augustalprefekt.
Enligt Notitia dignitatum (ett tidigt kejserligt 400-talsdokument) hade en vicarius rang av vir spectabilis. En vicarius stab (officium) var ganska lik ett guvernörs stab. I exempelvis Diocese Hispaniae utgjordes staben av:
- En princeps ("stabschef" som valdes bland de seniora agentes in rebus ur lönegraden ducenarii.
- En cornicularius ( "stabschef").
- Två numerarii (huvudbokhållare).
- En commentariensis (skrivare för den officiella dagboken).
- En adiutor (adjutant, bokstavligen "hjälpreda", en assistent).
- En ab actis (arkivarie).
- En cura epistolarum (sekreterare).
- Ett antal icke namngivna subadiuvae ( "biträdande assistenter").
- Olika exceptores (lägre skrivare).
- Singulares et reliquum officium (diverse personal i enklare sysslor).